# پروشنو
پروشنو (به لهستانی:  Prośno) یک روستا در لهستان است که در گمینا مورانگ واقع شده‌است.